# Вежбна (Нижньосілезьке воєводство)
Вежбна (пол. Wierzbna, нім. Würben) — село в Польщі, у гміні Жарув Свідницького повіту Нижньосілезького воєводства.
Населення — 668 осіб (2011).
У 1975-1998 роках село належало до Валбжиського воєводства.

## Демографія
Демографічна структура станом на 31 березня 2011 року:
|          | Загалом | Допрацездатний вік | Працездатний вік | Постпрацездатний вік |
| -------- | ------- | ------------------ | ---------------- | -------------------- |
| Чоловіки | 328     | 61                 | 243              | 24                   |
| Жінки    | 340     | 61                 | 214              | 65                   |
| Разом    | 668     | 122                | 457              | 89                   |